# 中太眾人勸歸國
中太眾人勸歸國是2008年11月12日在中华人民共和国浙江省麗水市莲都区，由一位名叫湯厚土的小餐飲業主以躲避當地執法部門檢查為目的，宣布成立的一個私人國家。

## 概述
2008年11月12日上午10時許，由麗水市衛生、工商、公安等部門聯合組成的執法部門，在一次對一些達不到衛生條件和尚未取得衛生許可的「六類小行業」（小飲食店、小美容美髮店、小浴室、小歌舞廳、小旅店、小網吧）進行整治的過程中，位於麗水市區火車站附近的一家名為「中太快餐小炒」的小餐館，因衛生條件達不到要求，且該店一直沒有辦理衛生許可証和工商營業執照等原因而遭到聯合執法部門取締，然而在取締過程中，該店業主湯厚土聲稱自己已經成立了獨立國家，名叫「中太眾人勸歸國」，其領土為一間面積約40平方米的房屋和房屋門口的一塊面積約5平方米的公攤。湯厚土聲稱他的餐館已經不屬於中華人民共和國管轄，不受中華人民共和國的法律約束，所以自己就不用辦理証件。在店裡牆上，還有專門製作的國徽。即正對店門的牆上貼著幾張紙，中間是一張圖畫。這個國徽已經泛黃，呈圓形，外圍是「中太眾人勸歸國」的環形文字，裡面則是這個「國家」的標誌：太陽、月亮、星星和一個下雨標誌的集合。國徽的下部赫然寫著：「湯厚土國號」幾個繁體字。國徽兩旁是副對聯「同朝兄弟買吃幫，怨仇落難問送吃」 。隨後該店即被執法人員責令停業，並暫扣了部分經營設施。中午1點的時候，當有記者再次來到這家快餐店時，發現該店仍在繼續營業，前來吃飯的人還不少。

## 影響
該事件經新聞媒體曝光後，湯厚土的餐飲店遂被人調侃為「史上最牛的餐飲店」。在中國瞭解此事的民眾大多數認為湯厚土的行為純粹是搗蛋，其實就是裝瘋賣傻，目的就是為了躲避執法部門的檢查，自然也不必上升到無限高的高度指責其搞分裂搞獨立，並治罪。因為對於一個法盲或者說有點像玩行為藝術的人來說，最首要的是向其宣講法律法規，而不是先對其進行最大的懲罰。中太眾人勸歸國的出現也被人們普遍視為是一場鬧劇。然而中太眾人勸歸國的性質卻很符合私人國家的概念。即雖然不具備國際社會中主權國家的地位，卻一本正經的將自己視作合法的國家：如設計國旗國徽、成立政府、發行貨幣郵票 、頒布護照等。但與分裂或者民族自決運動不同的是，這些國家大都只是紙上談兵，停留在紙面或網路上，並沒有付諸實踐，故人們普遍認為這些國家只是虛構出來的產物。